# Komenskega ulica, Ljubljana
Komenskega ulica je ena izmed ulic v Ljubljani.

## Zgodovina
Ulica je nastala 5. aprila 1892, ko je takratni ljubljanski občinski svet preimenoval dotedanjo Poljskih ulice v Komenskega ulico; predlog za preimenovanje ob 300. obletnici rojstva Jana Amosa Komenskega je podalo Slovensko učiteljsko društvo. Razlog za preimenovanje prav te ulice pa je bil v tem, da sta se ob ulici nahajala učiteljišče in mestna ljudska šola.
Leta 1941, po italijanski zasedbi Ljubljane, je bila ulica preimenovana v Petrarkovo ulico oz. Petrarcovo ulico. Po vojni je bila ulica preimenovana nazaj v Komenskega ulico.

## Urbanizem
Ulica poteka od križišča s Dalmatinovo, Tavčarjevo in Kolodvorsko ulico do križišča s Vidovdansko in Ilirsko ulico.
Ulico skoraj na polovico preseka Resljeva cesta in na Komenskega ulico se povezuje še Kotnikova ulica.

## Javni potniški promet
Po Komenskega ulici potekata trasi mestnih avtobusnih linij št. 5 in N5, po delu med Resljevo in Kolodvorsko ulico pa tudi trase linij št. 13, 20 in 20Z. Avtobusnih postajališč MPP na ulici ni.